# 東京都道新宿副都心五号線

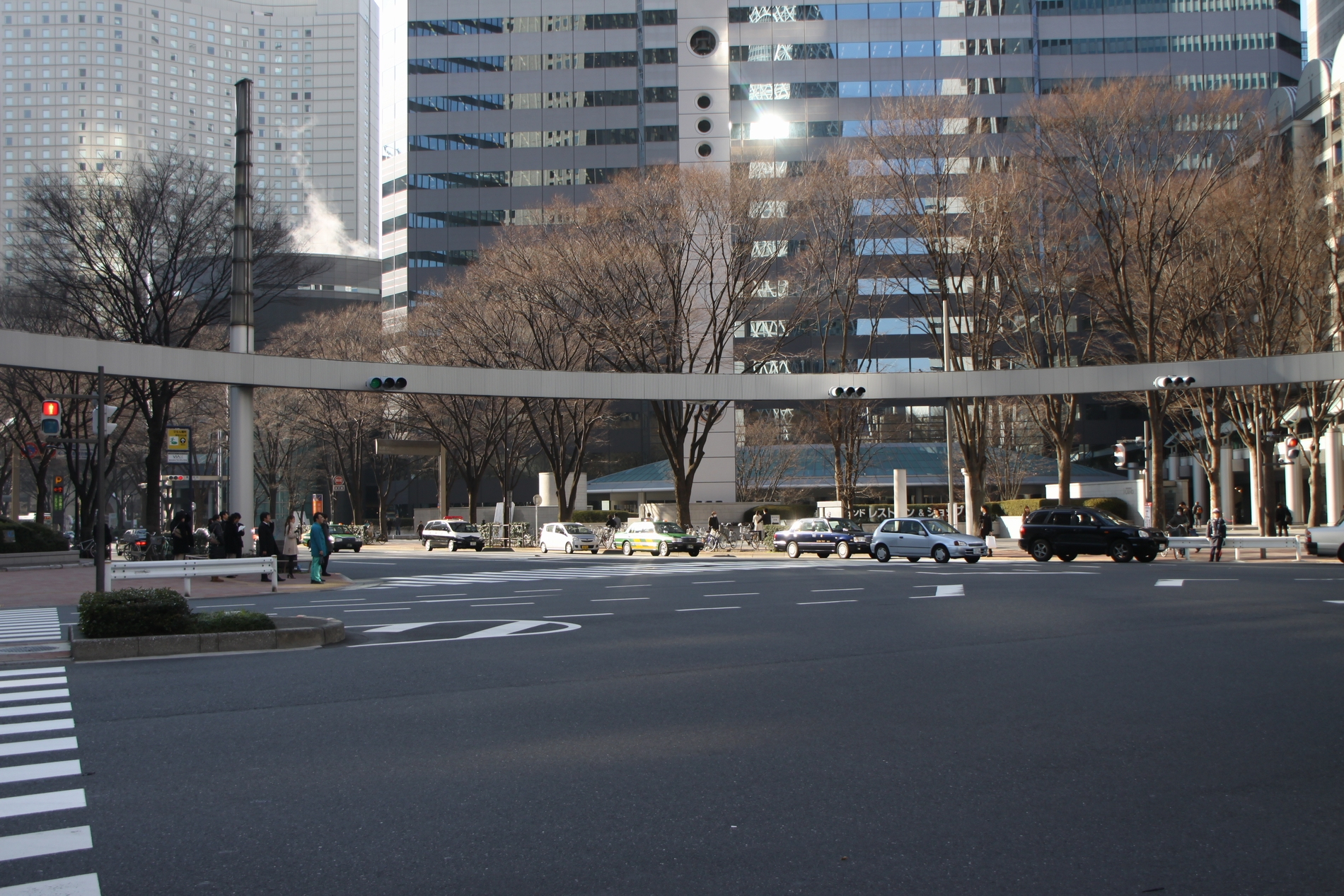
新宿警察署裏交差点

東京都道新宿副都心五号線（とうきょうとどう しんじゅくふくとしんごごうせん）は、東京都新宿区の特例都道である。通称は「北通り」。

## 概要
西新宿の副都心地区を東西に貫いている。路上のケヤキ並木は「みどりの新宿30選」に選定された。整理コードは3505。

### 路線データ
- 起点 : 東京都新宿区西新宿一丁目（東京都道新宿副都心八号線交点）
- 終点 : 東京都新宿区西新宿二丁目（熊野神社前交差点）
- 路線延長 : 815 m
- 通過する自治体 : 東京都新宿区

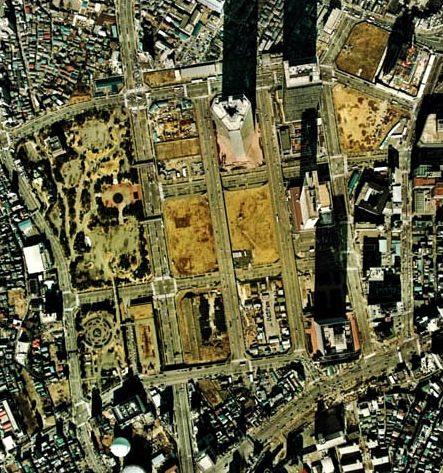
1974年の空中写真。「3×3の敷地」の上端、横方向の道路が北通り。
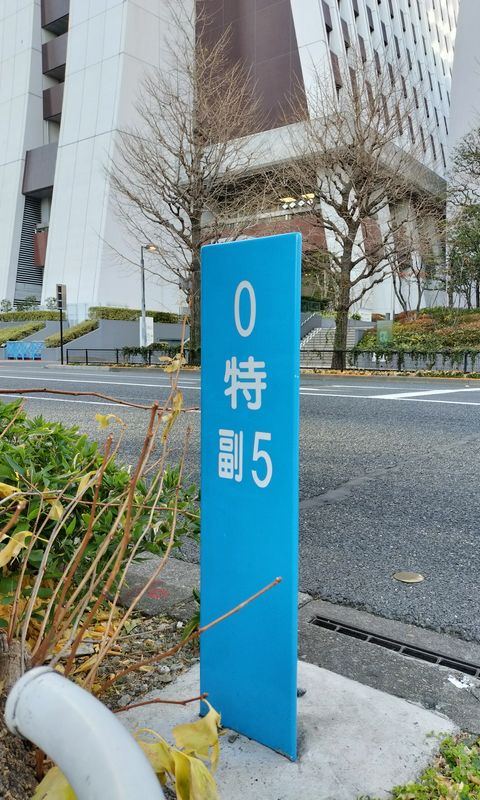
起点を示す「0km」の距離標。
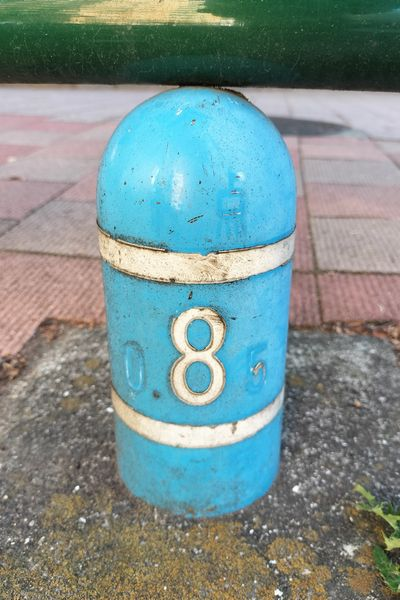
熊野神社前交差点にある距離標（0.85km、終点）

## 歴史
淀橋浄水場廃場に伴う、西新宿地区の再開発により設置された。
- 1960年（昭和35年）6月15日 - 東京都市計画道路事業の新宿副都心街路第五号線として、事業開始[2]。
- 1965年（昭和40年）3月31日 - 淀橋浄水場が廃場となる。
- 1987年（昭和62年）8月10日 - 新宿副都心街路として、日本の道100選に選出。

## 地理
起点から終点方向に向かい、なだらかに下る。

## 交差する道路
- 東京都道新宿副都心八号線 - 起点
- 東京都道新宿副都心九号線（東通り） - 新宿警察署裏交差点
- 東京都道新宿副都心十号線（議事堂通り） - 議事堂北交差点
- 東京都道新宿副都心十一号線（都庁通り） - 都庁北交差点
- 東京都道新宿副都心十二号線（公園通り） - 新宿中央公園北交差点
- 東京都道新宿副都心十三号線（十二社通り） - 熊野神社前交差点、終点

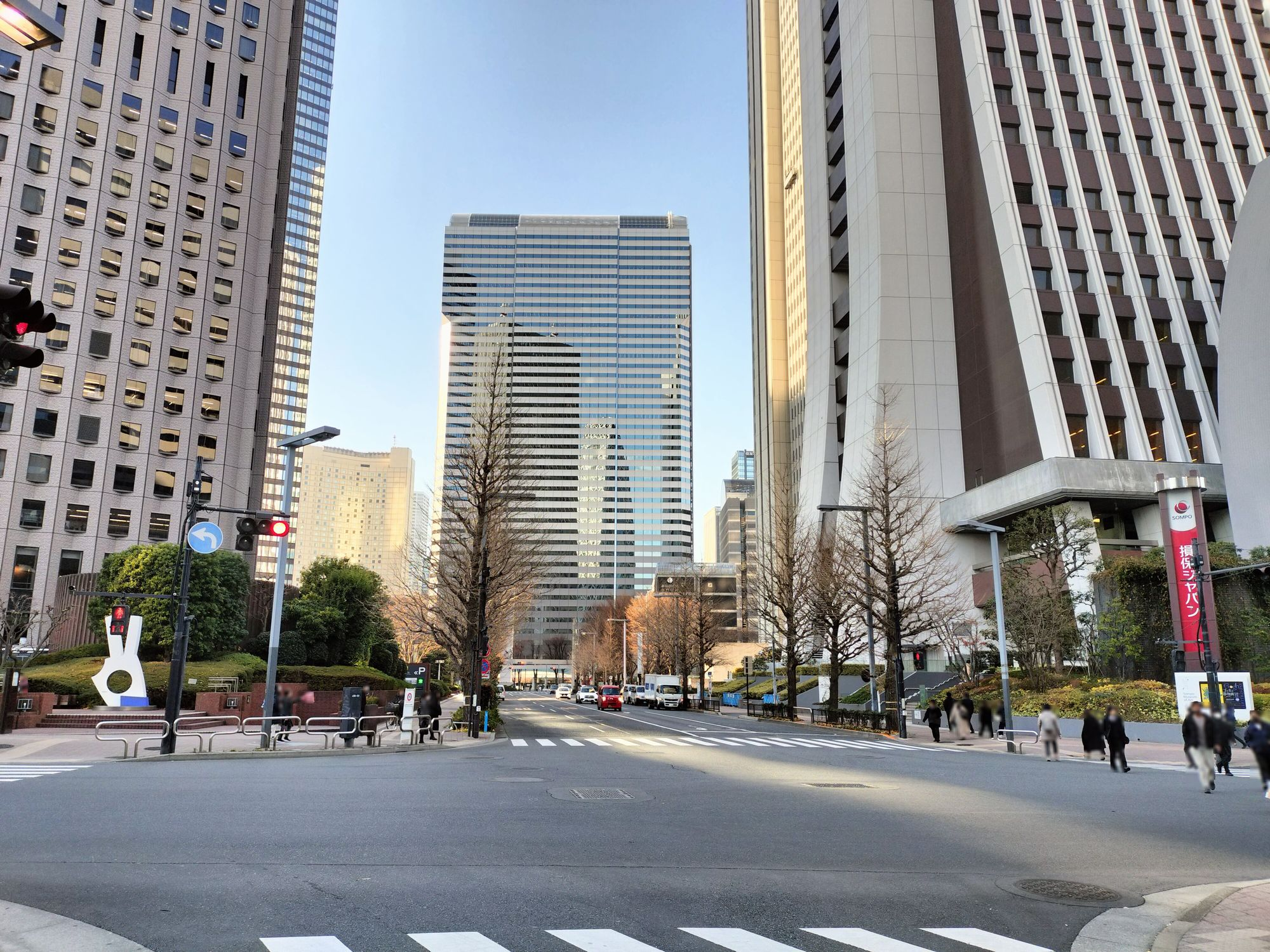
起点付近（西向き）
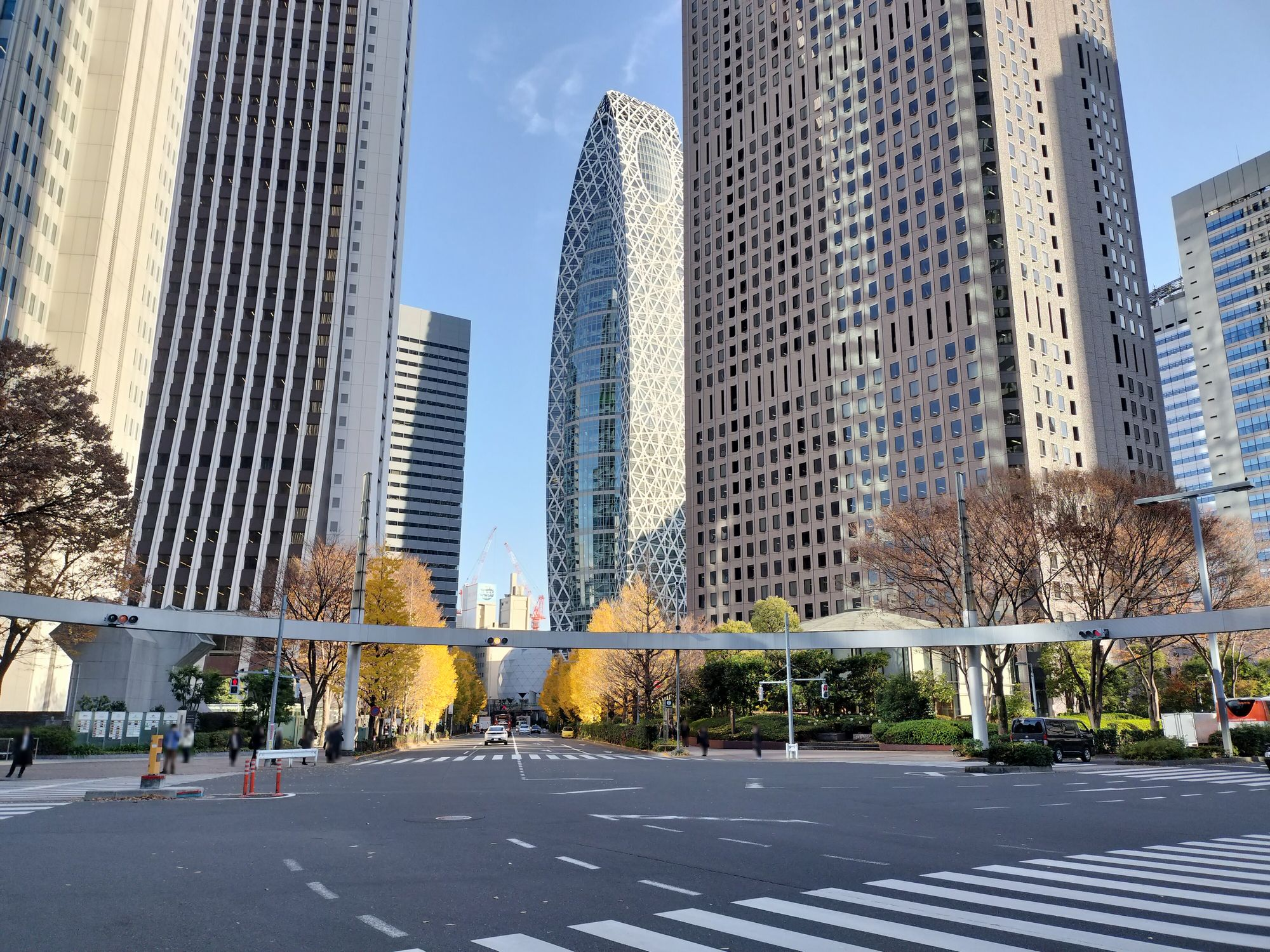
新宿警察署裏交差点（東向き）
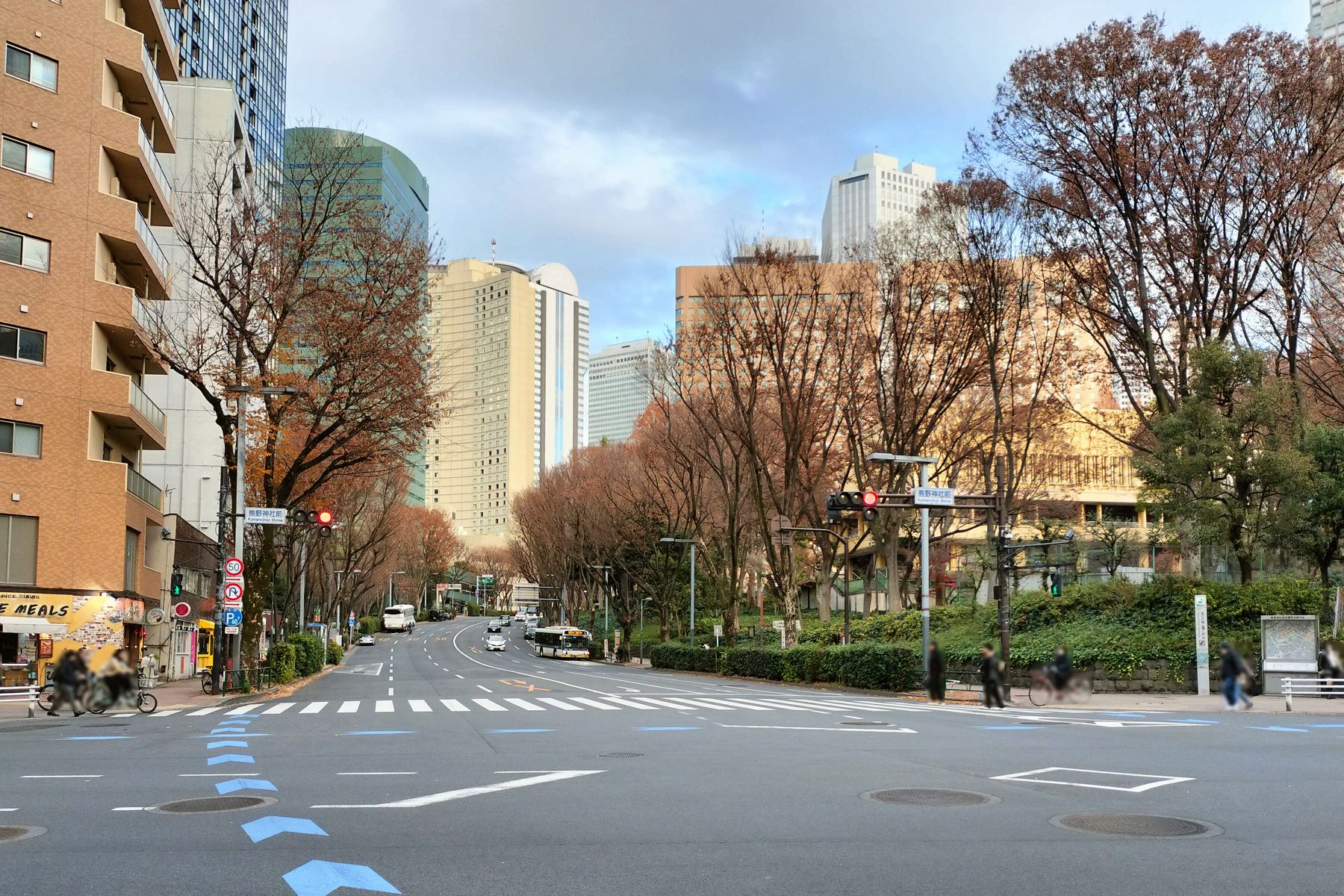
熊野神社前交差点（東向き）

## 連絡する道路
- 東端 - ギャラリー通り
- 西端 - 東京都道432号淀橋渋谷本町線（方南通り）

## 沿道の施設
- 東端付近
  - 新宿エルタワー
  - モード学園コクーンタワー

- 東
  - 損保ジャパン本社ビル
  - 新宿野村ビル
  - 新宿センタービル

- 中央
  - 新宿アイランドタワー
  - 新宿三井ビル
  - ヒルトン東京
  - 新宿住友ビル
  - 新宿第一生命ビル

- 西
  - 新宿グリーンタワービル
  - セントラルパークタワー・ラ・トゥール新宿
  - 新宿中央公園
  - 警視庁 新宿警察署 熊野神社前交番

## 関連施設
- バス停留所
  - 新宿住友ビル
  - 十二社池の下

## 関連道路
- 東京都道新宿副都心二号線（南通り）
- 東京都道新宿副都心三号線（ふれあい通り）
- 東京都道新宿副都心四号線（中央通り）